# Семенная жидкость
Семенна́я жи́дкость, или семенна́я пла́зма, — жидкий компонент спермы, который образован секретами предстательной железы и семенных пузырьков. Смешиваясь со сперматозоидами, образует сперму. Семенная жидкость сообщает сперматозоидам подвижность, снижает кислотность среды влагалища и обеспечивает сперматозоидам энергетическими субстратами (глюкоза и фруктоза), сохраняя тем самым их способность к оплодотворению.

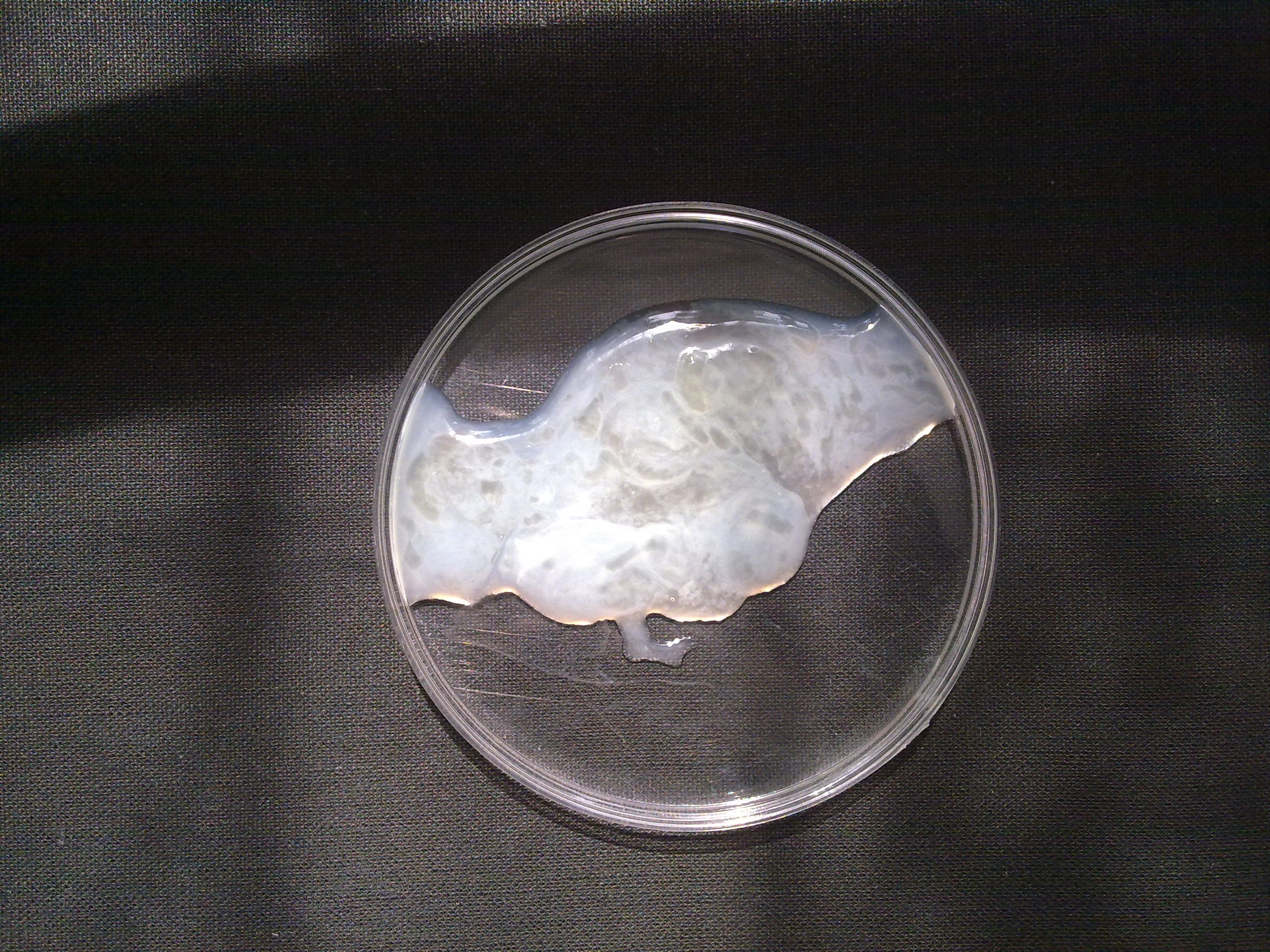
Сперма человека

Во время полового акта сперматозоиды, взвешенные в 2—5 мл семенной жидкости, попадают во влагалище. В семенной жидкости содержится глюкоза и фруктоза, служащие для питания сперматозоидов, а также некоторые другие компоненты, в том числе и слизистые вещества, облегчающие прохождение спермы по выводящим каналам в организме человека.
Семенная жидкость образуется в организме мужчины с первого года жизни, в результате последовательной работы трёх разных желез. Недалеко от места впадения семявыносящих протоков в мочеиспускательный канал в семявыносящий проток изливает секрет пара так называемых семенных пузырьков.
Далее к семенной жидкости добавляется секрет предстательной железы, называемой также простатой, которая располагается вокруг мочеиспускательного канала у его выхода из мочевого пузыря. Секрет простаты выводится в мочеиспускательный канал через две группы коротких узких протоков, впадающих в мочеиспускательный канал.
Далее ещё в семенную жидкость добавляют свой компонент пара желез, носящая название куперовы железы или иначе бульбоуретральные железы. Они располагаются у основания пещеристых тел, расположенных в половом члене.
Секреты, выделяемые семенными пузырьками и куперовыми железами, имеют щелочной характер, а секреты простаты представляют собой водянистую жидкость молочного цвета, имеющую характерный запах и вкус.